# 59 Sagittarii
59 Sagittarii, som är stjärnans Flamsteed-beteckning, är en ensam stjärna, belägen i den mellersta delen av stjärnbilden Skytten och har även Bayer-beteckningen b Sagittarii eller ibland b1 Sagittarii. Den har en  skenbar magnitud på 4,54 och är svagt synlig för blotta ögat där ljusföroreningar ej förekommer. Baserat på parallaxmätning inom Hipparcosuppdraget på ca 3,9 mas, beräknas den befinna sig på ett avstånd på ca 830 ljusår (ca 260 parsek) från solen. Den rör sig närmare solen med en heliocentrisk radialhastighet på ca -16 km/s och bildar det sydöstra hörnet av asterismen som kallas Terebellum.

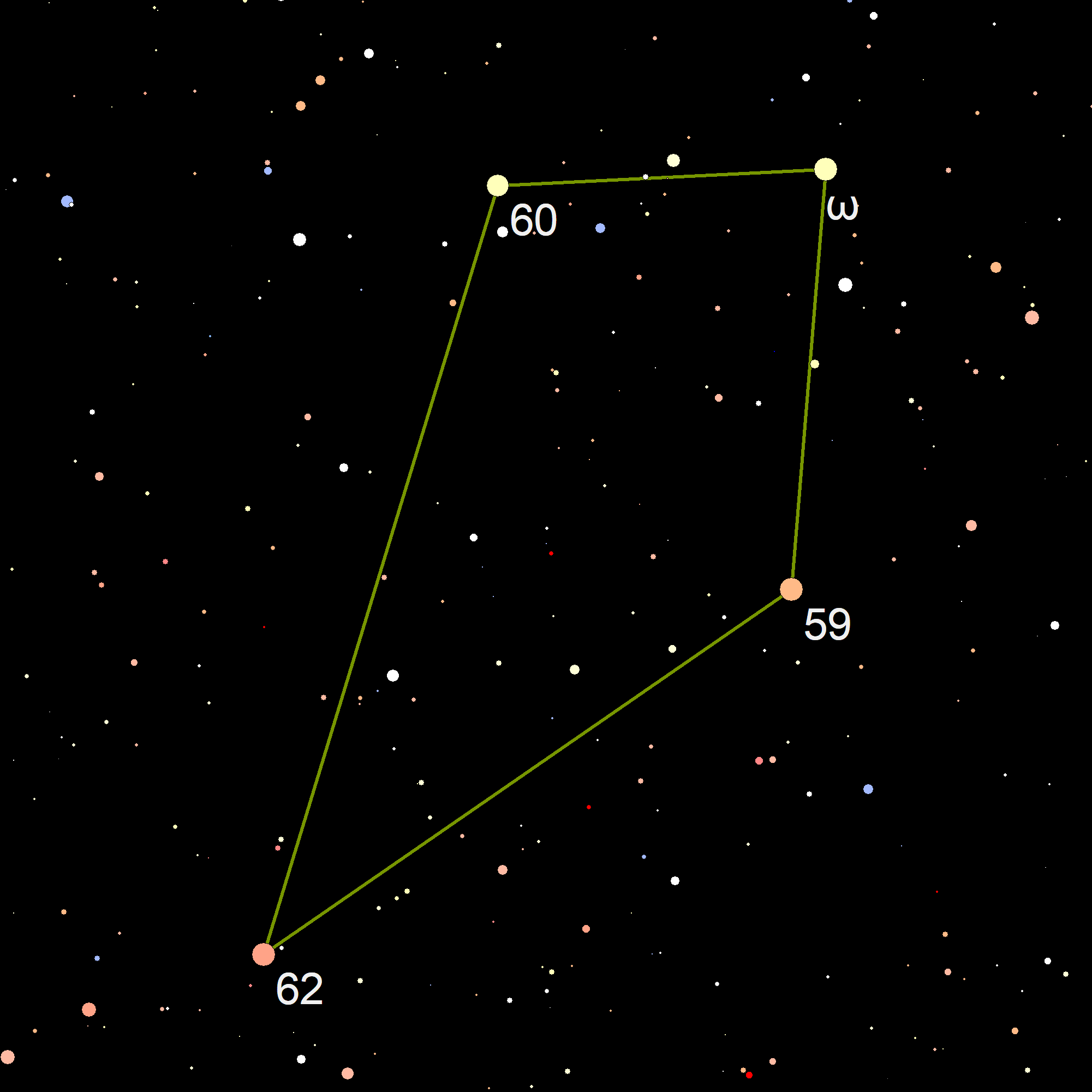
De fyra stjärnorna i Terebellum.

## Egenskaper
59 Sagittarii är en orange till gul ljusstark jättestjärna av spektralklass K2.5 IIb, som har förbrukat förrådet av väte i dess kärna. Den har en massa som är ca 6 solmassor, en radie som är ca 100 solradier och utsänder från dess fotosfär ca 2 800 gånger mera energi än solen vid en effektiv temperatur av ca 4 200 K.